# متشنكوفيلا هوفاسية
متشنكوفيلا هوفاسية (الاسم العلمي:Metchnikovella hovassei) هي نوع من الفطريات تتبع جنس المتشنكوفيلا من الفصيلة المتشنكوفيلية.